# David Anspaugh
David Anspaugh (Decatur, 24 settembre 1946) è un regista statunitense di cinema e televisione.

## Biografia
Anspaugh ha studiato presso la Indiana University e la USC School of Cinematic Arts, dopodiché ha iniziato a insegnare in una scuola superiore in Colorado. La sua attività come produttore associato in film per la televisione l'ha condotto a produrre e dirigere Hill Street giorno e notte, per cui ha vinto due Emmy Awards. In seguito ha lavorato alla serie A cuore aperto e Miami Vice prima di fare il suo debutto nei lungometraggi con  Colpo vincente. Altri film che ha diretto sono Pazzie di gioventù, Rudy - Il successo di un sogno, Moonlight & Valentino e In campo per la vittoria.

## Filmografia

### Cinema
- The Last Leaf - cortometraggio (1983)
- Colpo vincente (Hoosiers) (1986)
- Pazzie di gioventù (Fresh Horses) (1988)
- Rudy - Il successo di un sogno (Rudy) (1993)
- Moonlight & Valentino (1995)
- Scelte d'onore (WiseGirls) (2002)
- Two Against Time (2002)
- In campo per la vittoria (The Game of Their Lives) (2005)
- Little Red Wagon (2012)

### Televisione
- Hill Street giorno e notte (Hill Street Blues) – serie TV, 10 episodi (1981-1983)
- Miami Vice – serie TV, episodi 1x15-1x17 (1985)
- A cuore aperto (St. Elsewhere) – serie TV, 9 episodi (1983-1985)
- Hometown – serie TV, episodio 1x04 (1985)
- Deadly Care – film TV (1987)
- Vittime nel buio (In the Company of Darkness) – film TV (1993)
- Bullet Hearts – film TV (1996)
- Swing Vote – film TV (1999)
- L.A. County 187 (L.A. Sheriff's Homicide) – film TV (2003)
- E-Ring – serie TV, episodio 1x16 (2006)
- The Bedford Diaries – miniserie TV, 1 puntata (2006)